# Lucie Guay
Lucie Guay, född den 12 december 1958 i Montréal, Kanada, är en kanadensisk kanotist.
Hon tog OS-brons i K-4 500 meter i samband med de olympiska kanottävlingarna 1984 i Los Angeles.